# Maria do Rosário
Maria do Rosário Nunes (sinh ngày 22 tháng 11 năm 1966) là một giáo viên và chính trị gia người Brazil. Bà tốt nghiệp ngành sư phạm tại Đại học Liên bang Rio Grande do Sul, và lấy bằngsau đại học tại Đại học São Paulo. Bà đã từng là Bộ trưởng Nhân quyền dưới chính quyền Rousseff.

## Tuổi trẻ và giáo dục
Maria do Rosário Nunes sinh ngày 22 tháng 11 năm 1966 tại thành phố Veranópolis. Thời trẻ, bà là một thành viên tích cực của phong trào sinh viên. Sau đó, với tư cách là giáo viên tại các trường công lập, Maria do Rosário trở nên tích cực trong phong trào công đoàn. Trong thời gian làm giáo viên, bà tiếp tục học sau đại học, nghiên cứu về bạo hành gia đình tại Phòng thí nghiệm Nghiên cứu về Trẻ em của Đại học São Paulo.

## Sự nghiệp chính trị
Maria do Rosário đã được bầu, với tư cách là thành viên của Đảng Cộng sản Brasil, vào Hội đồng thành phố Porto Alegre cho nhiệm kỳ 1993-1996 với 7.555 phiếu bầu. Một năm sau khi nhậm chức, bà chuyển sang Đảng Công nhân. Năm 1996, bà được bầu lại với hơn 20.000 phiếu bầu, ủy viên hội đồng có số phiếu cao nhất năm đó. Trong hai nhiệm kỳ là ủy viên hội đồng, Maria do Rosário giữ vai trò chủ tịch ủy ban giáo dục và nhân quyền. Nhiệm kỳ thứ hai của bà tại Hội đồng thành phố Porto Alegre đã bị gián đoạn khi bà được bầu vào Hội đồng lập pháp của Rio Grande do Sul với hơn 77.000 phiếu bầu năm 1998. Là một dân biểu bang, bà giữ vai trò chủ tịch ủy ban công dân và nhân quyền và phó chủ tịch hội đồng lập pháp trong hai năm.
Trong cuộc bầu cử tiếp theo Maria do Rosário đã được bầu vào Hạ viện, và tái cử năm 2006. Trong Quốc hội, bà là báo cáo viên của Ủy ban Điều tra của Quốc hội, nơi điều tra những người chịu trách nhiệm khai thác tình dục trẻ em. Maria do Rosário đại diện cho Phòng trong Ủy ban về những cái chết và bất đồng chính trị trong thời kỳ độc tài quân sự và đóng vai trò là chủ tịch của Ủy ban đặc biệt cho Dự luật nuôi con nuôi. Năm 2003, cô trở thành điều phối viên của Mặt trận Nghị viện về Bảo vệ Quyền trẻ em, ngoài chức vụ phó chủ tịch ủy ban giáo dục và nhân quyền. Năm 2009, bà là chủ tịch của ủy ban giáo dục, đã điều phối một loạt các cuộc tranh luận về Kế hoạch Giáo dục Quốc gia mới, đặt ra các mục tiêu cho khu vực này trong giai đoạn 2011 đến 2020.
Năm 2004 Maria do Rosário là một ứng cử viên không thành công cho chức phó thị trưởng trên tấm vé do đảng viên Raul Pont đứng đầu. Năm 2008, bà là một ứng cử viên thị trưởng, thua thị trưởng đương nhiệm Jose Fogaça. Bà là phó chủ tịch đảng Công nhân từ năm 2005 đến 2007.
Bà đã được bầu lại cho nhiệm kỳ thứ ba vào năm 2010, sau khi giải quyết các vấn đề pháp lý liên quan đến chiến dịch năm 2008 của bà.
Vào ngày 8 tháng 12 năm 2010, Tổng thống đắc cử Dilma Rousseff đã bổ nhiệm Maria do Rosário kế nhiệm Paulo Vannuchi làm Trưởng ban Thư ký của Chủ tịch nước Cộng hòa về Nhân quyền, một văn phòng nội các cấp bộ. Mặc dù bà không chỉ ra các ưu tiên, báo chí chỉ ra cuộc chiến chống lại chứng sợ đồng tính  và thiết lập các ủy ban sự thật và hòa giải để điều tra các tội ác mà viên chức cấp cao gây ra trong thời kỳ độc tài trong các ưu tiên hàng đầu của bà. Bà cũng àm việc cho chính phủ Brasil để hoàn thành phán quyết của Tòa án Nhân quyền liên Mỹ chống lại luật ân xá của đất nước.